# Diep in de put
Diep in de put is het 17de stripverhaal van Jommeke. De reeks wordt getekend door striptekenaar Jef Nys.

## Personages
- Jommeke
- Flip
- Filiberke
- Pekkie
- gravin Elodie van Stiepelteen
- Fifi
- Anatool

## Verhaal
Jommeke, Flip, Filiberke en Pekkie gaan in de bossen kamperen. Na drie dagen slaan ze hun tent op nabij een kasteel. Die nacht begint het te stormen. Hun tent en kleren waaien weg in het noodweer, waarna ze besluiten onderdak in het kasteel te vragen. Het kasteel wordt bewoond door gravin Elodie van Stiepelteen, haar hond Fifi en haar butler Eustache. Vooral de hond Fifi valt op door zijn enorme gestalte. Eustache is tegen de komst van de kinderen in het kasteel, maar de gravin is blij met wat gezelschap en laat hen enkele dagen blijven.
Tijdens hun verblijf zetten Fifi en Pekkie het kasteel vaak op stelten doordat Fifi voortdurend de angstige Pekkie achternazit. De gravin toont de vrienden onder meer een waterput op de binnenkoer met het opschrift 'Diep i de put'. De 's' ontbreekt in het tweede woord volgens de gravin. Wanneer de gravin op haar hond gaat paardrijden, ontdekken Jommeke en Filiberke in de bibliotheek dat er een pagina in een familieboek ontbreekt. Ze vinden het gedrag van de butler Eustache steeds verdachter. Tijdens de nacht betrapt Flip hem wanneer hij in de kelders van het kasteel een onderaardse gang graaft. In zijn kamer vinden Jommeke en Filiberke de verdwenen pagina waarin verwezen wordt naar de schat van de eerste graaf van Stiepelteen. Die zou in de waterput liggen, 'diep in de put'.
Jommeke en zijn vrienden besluiten Eustache te ontmaskeren wanneer hij de schat vindt. Hij wordt opgesloten in de kelders, waardoor hij enkel via de waterput kan ontsnappen. Daar wachten zij met de gravin op hem. De gravin schrikt wanneer ze hem uit de put ziet komen. Eustache valt door de schrik in de put en verliest hierbij zijn pruik en snor. Hierdoor blijkt dat de butler niemand minder dan Anatool is. Hij slaagt erin toch te ontsnappen, maar de schat van de familie van Stiepelteen wordt behouden en aan de gravin gegeven. Na het afscheid besluit Flip bij de gravin te blijven wonen. Hij is verliefd op haar en wil graaf worden.

## Achtergronden bij het verhaal
- In dit album maken gravin Elodie van Stiepelteen en haar hond Fifi hun debuut. Zij worden vaak terugkerende personages.
- Jommeke en zijn vrienden bereiken het kasteel van gravin van Stiepelteen na ongeveer drie dagen gestapt te hebben door dichte bossen. In latere albums lijkt het kasteel echter veel dichterbij te liggen, zelfs gewoon op wandelafstand van Jommekes huis.
- Flip wordt in dit album voor het eerst verliefd op een vrouw. Zijn verliefdheid voor menselijke vrouwen wordt een vaak terugkomend thema.
- Het album eindigt door het afscheid van Flip min of meer met een open einde. Het volgende album, Met Fifi op reis vormt min of meer een vervolg op dit album. Het is de eerste keer dat dit in de reeks gebeurt. Dit systeem met twee opvolgende albums zal overigens maar twee keer voorkomen in de reeks (laatste keer met albums 57 en 58).

## Trivia
Van de strip is ook een Nederlandse (dus niet Vlaamse) versie verschenen met als titel Het geheim van de put, en een Engelse met als titel Deep in the well. In de Engelse versie heten Jommeke en Filiberke "Jeremy" en "Frankie".